# インベージョン (テレビドラマ)
『インベージョン』（Invasion）は、サイモン・キンバーグとデヴィッド・ヴェイルによって創作されたSFテレビドラマシリーズである。

## 概要
コミュニケーションの取れない謎の異星人の地球侵略との戦いを、世界各地の人々を中心に描く。
Apple TV+において、2021年10月22日より配信開始された。2021年12月、シーズン2への更新が発表された。シーズン2は2023年8月23日に配信開始された。2024年2月、シーズン3への更新が発表された。

## あらすじ

### シーズン1のあらすじ
アメリカ東部に住む二児の母アニーシャ、イギリス人の癲癇の持病を持つ少年キャスパー、アメリカ軍兵士トレヴァンテ、日本の宇宙機関地上監理官のミツキを主人公とする。
オクラホマで巨大な穴が発見され、多くの人々が行方不明となる。世界各地にエイリアンが到来し、施設を破壊し人を殺戮する。ニューヨークでは、ルークが一人だけ特異な反応を見せ、「ワジョ」という言葉が聴こえると訴え、エイリアンに対し致命的な効果を発揮する奇妙な破片を見つける。ルークの母アニーシャは家族とともに避難中に夫を失う。イギリスでは、癲癇に苦しむキャスパーがエイリアンの到来を発作中に予見する。アフガニスタンでエイリアンに遭遇した後にイギリスに来たアメリカ軍兵士トレヴァンテの助けを得て人工的に発作を起こし、エイリアンと心を繋ぎ攻撃停止を命令するも倒れる。日本では、スペースシャトルが何らかの物体と衝突して破壊され、搭乗していた宇宙飛行士ヒナタの恋人のミツキが究明を図り、「ワジョ」という音声を聞いたのち、ヒナタとの交信に成功する。アメリカ軍はヒナタの音声がエイリアンに合成されたものと断じて発信源を核攻撃する。
キャスパーの命令あるいは核攻撃が理由となって、地上のエイリアンは死に、巨大な宇宙船がブラジルに墜落する。

### シーズン2のあらすじ
エイリアンはいまだに世界各地に出没して人間を襲い、大気の30%はエイリアンの胞子で汚染され、対抗する世界防衛連合が結成されている。
ヒナタを殺してしまったかもしれないと悔やむミツキは、ブラジルの億万長者ニキルによるエイリアン宇宙船の調査チームに加わる。心理学者マヤの観察下で、エイリアンの通信をハッキングして非可視化技術を破り、世界防衛連合の核攻撃で7隻を撃墜する。その後、凶暴で増殖する新型エイリアンが世界各地に出没するようになる。エイリアンとの戦いに焦るニキルは自ら接触を図り、世界中で巨大地震を引き起こす。
意識を失ったキャスパーはフランスに移送され、友人たちが追いかけて、パリの病院で再会する。彼らは、エイリアンと繋がった経験を持つ他の子供たちが移送された施設を見つけて入る。
トレヴァンテはアメリカに戻るもキャスパーの描いた絵にとりつかれ、オクラホマに行く。保安官事務所で働くローズと協力して、多くの人々が行方不明になった事件と絵の関連を調べ、軍が秘密活動を行う基地に入り、意識を失った行方不明者たちが保護されていることを知るも逮捕される。
アニーシャはルークとサラを連れてエイリアンから逃亡してカナダに入り、軍に反抗する団体「ムーブメント」と行動をともにするも、「奇妙な破片」を調べる軍がサラを拉致してオクラホマに送る。ルークは一時的にエイリアンをコントロールする。アニーシャとルークはムーブメントとともにオクラホマの基地に侵入する。アニーシャはトレヴァンテとローズを拘束から解放する。
世界防衛機構はエイリアンを倒す計画を立てる。ブラジルのミツキがエイリアンと交信してオクラホマに母船へのポータルを開かせ、トレヴァンテが破片をもって入る。キャスパーはフランスから交信により集合体に入り、トレヴァンテに再会する。

## キャスト
※括弧内は日本語吹替

### メイン
- アニーシャ・マリク: ゴルシフテ・ファラハニ（佐古真弓[7]） - アメリカに住むアラブ系の一家の母親。
- トレヴァンテ・コール: シャミア・アンダーソン（英語版）（安元洋貴） - アフガニスタン駐留のアメリカ軍ネイビー・シールズの小隊長。
- ミツキ・ヤマト: 忽那汐里（宮原永海） - JASA（日本宇宙航空機関）の監理官。
- アーメド・マリク: フィラス・ナサール（小林親弘） - アニーシャの夫。(S1)
- キャスパー・モロー: ビリー・バラット（英語版）（山田瑛瑠） - 癲癇を患うイギリスの少年。
- ルーク・マリク: アジー・ロバートソン（織田海誓[8]） - アニーシャとアーメドの息子。
- サラ・マリク: Tara Moayedi - アニーシャとアーメドの娘。
- カイト・カワグチ: 辻大介 - JASA職員、ミツキ・ヤマトの同僚。
- ジャミラ・ヒューストン: インディア・ブラウン（金子睦） - キャスパーの友人。(S2からメイン)
- ジム・ベル・タイソン: サム・ニール（菅生隆之） - 引退間近の保安官。(S2)
- モンティ・カッターミル: パディー・ホランド - キャスパーの同級生のいじめっ子。(S2からメイン)
- クラーク・エヴァンス: エンヴェア・ジョカイ（宮内敦士） - 反政府組織ムーブメントの一員。(S2)
- ローズ・キャラウェイ: Nedra Marie Taylor - オクラホマの保安官事務所の事務員。(S2)
- マヤ・カスティーヨ: Gonzalez Norvind（樋口あかり） - エイリアン宇宙船調査チームの心理学者。(S2)

### リカーリング
- ヒナタ・ムライ: 菊地凛子 - JASA宇宙飛行士。
- イクロー・ムライ: トーゴ・イガワ - ヒナタの父。(S1)
- ダーウイン・チャールズ: Louis Toghill - キャスパーの同級生。
- アルフィー・アデムラ: Cache Vanderpuye（小川凌輝[9]） - キャスパーの同級生。
- デビッド・バートン: ノア・ビーン - 医師。(S1)
- ニキル・カブール: シェーン・ザザ（花輪英司） - ブラジルでエイリアン宇宙船調査チームを組織する億万長者。(S2)
- ミラ: Natasha Loring - エイリアン宇宙船調査チームの一員。(S2)

## エピソード
| シーズン | シーズン | 話数 | 話数 | 発売期間       | 発売期間       |
| シーズン | シーズン | 話数 | 話数 | 初回発売       | 最終回発売     |
| -------- | -------- | ---- | ---- | -------------- | -------------- |
|          | 1        | 10   | 10   | 2021年10月22日 | 2021年12月10日 |
|          | 2        | 10   | 10   | 2023年8月23日  | 2023年10月25日 |

### シーズン1のエピソード
| 通算 話数 | シーズン 話数 | タイトル                    | 監督                            | 脚本                                                     | 公開日         |
| --- | ------------- | --------------------------- | ------------------------------- | -------------------------------------------------------- | -------------- |
| 1 | 1             | "最後の日" "Last Day"       | ジェイコブ・ヴァーブリューゲン  | サイモン・キンバーグ & デヴィッド・ヴェイル              | 2021年10月22日 |
| オクラホマ州では、引退直前のジム・ベル・タイソン保安官がトウモロコシ畑の中に突然空いた大穴を調べる。ニューヨーク州ロングアイランドでは、子供の音楽教室で、ルーク以外の全員が突然鼻血を出す。母のアニーシャはルークとその妹サラを連れて家に帰る。夫アーメドの浮気を知る。深夜、謎の爆発が起きる。日本から打ち上げられた、ミツキの恋人ヒナタの搭乗するスペースシャトル「ほし-12」に事故が起こる。 |               |                             |                                 |                                                          |                |
| 2 | 2             | "崩壊" "Crash"              | ジェイコブ・ヴァーブリューゲン  | サイモン・キンバーグ & デヴィッド・ヴェイル              | 2021年10月22日 |
| ロングアイランドでは、一帯の家が破壊される。ルークだけが「ワジョ」という音声を聞く。帰宅したアーメドは一旦は家族を捨てて逃げようとするも、結局は一家で避難する。イギリスでは、癲癇を患う少年キャスパーがジャミラと友人になる。モンティがキャスパーの癲癇を虐める。爆撃を受けたスクールバスが大穴に落ちる。日本では、シャトルも衛星も通信不能となる。ミツキは恋人を失って悲しむ。アフガニスタンでは、ネイビー・シールズの小隊が砂漠で行方不明となる。トレヴァンテ・コール率いる小隊が捜索に出る。砂漠の中に異形の巨大物体を見る。 |               |                             |                                 |                                                          |                |
| 3 | 3             | "オリオン" "Orion"          | Jamie Payne                     | サイモン・キンバーグ & デヴィッド・ヴェイル              | 2021年10月22日 |
| 世界中で同時多発攻撃が起きる。ロングアイランドでは、一帯が停電となる。アニーシャは車に充電ができず、他人の車を盗んで避難する。イギリスでは、バスが穴の底に落ち、運転していた教師は重傷を負う。生徒はサバイバルを図る。モンティはキャスパーを脅して票を得てリーダーになる。アフガニスタンでは、トレヴァンテが負傷して目を覚ますと部下たちが消えている。装甲車も通信機も動作せず、一人で歩いて助けを求め、現地人に助けられる。日本では、第三者委員会による事故原因調査のため、ミツキのアクセスが停止されるも同僚のカイトとともに究明を図る。暗号化されていた、シャトルに何かが衝突した動画を見て、「ワジョ」という音声を聞く。 |               |                             |                                 |                                                          |                |
| 4 | 4             | "王の死" "The King Is Dead" | Jamie Payne                     | サイモン・キンバーグ                                     | 2021年10月29日 |
| イギリスでは、教師が死ぬ。キャスパーは横暴なモンティへの票を取り消し、崖を登る。他の生徒も続く。生徒たちはモンティを置き去りにして助けを求めに歩き、モンティも追う。ニューヨーク州では、緊急事態宣言と避難命令が出て、アニーシャの家族は北へ向かう。アニーシャは、アーメドの愛人が妊娠していたと知る。親切な住人の家に厄介になる。アフガニスタンでは、トレヴァンテが現地民と砂漠を歩いたのち、信号を頼りに町の病院で部下チャベスを見つける。敵兵と銃撃戦になり逃げるもチャベスは死ぬ。日本では、ミツキはシャトル事故が宇宙ゴミとの衝突だとしたがる上司のハシモトに反発してJASAから追放される。ヒナタの父イクローに会う。シャトル衝突時の音声を調べる。 |               |                             |                                 |                                                          |                |
| 5 | 5             | "帰郷" "Going Home"         | Amanda Marsalis                 | サイモン・キンバーグ                                     | 2021年11月5日  |
| アフガニスタンでは、トレヴァンテが無人となったキャンプに戻り、仲間が未知の敵と接触したのち、カブールの基地へ移動したと知る。イギリスでは、生徒たちが食料を満載したトラックを見つけ、避難を呼びかける緊急放送を聞く。キャスパー、ジャミラ、モンティら5人は家を向かって歩き出し、他の生徒はトラックに残る。ニューヨーク州では、買い出しに出たアニーシャが軍に遭遇して略奪者と疑われ、偽名を名乗り医師のふりをして徴用される。医師デビッド・バートンとともに負傷者の対応に当たり、体内に入った異物に気づく。アメリカ大統領がエイリアンの侵入と戒厳令の発令を放送する。日本では、ミツキがハシモトにシャトル衝突時の音声を聞かせる。実は多くの人々が音声を聞いており、秘密裏に言語学者たちが分析していると聞かされる。アメリカからスタッフが乗り込んでくる。ヒナタを救いたいならJASAに不法侵入して必要な機材を盗むよう示唆される。 |               |                             |                                 |                                                          |                |
| 6 | 6             | "家宅侵入" "Home Invasion"  | Amanda Marsalis                 | Andrew Baldwin                                           | 2021年11月12日 |
| ニューヨーク州では、アニーシャが歩いて家族の元に戻る。途中で多くの死体を見る。エイリアンが住人の家を襲い、アーメドは負傷する。アニーシャは、ルークが見つけた奇妙な破片でエイリアンを撃退する。家族は車で逃げる。 |               |                             |                                 |                                                          |                |
| 7 | 7             | "希望" "Hope"               | Amanda Marsalis                 | サイモン・キンバーグ& David J. Rosen & Andrew Baldwin    | 2021年11月19日 |
| ニューヨーク州では、アニーシャはアーメドの傷の手当てをする。一家は郡の避難所に入り、アニーシャはデビッドに再会する。アフガニスタンでは、トレヴァンテがエイリアンの死体を見る。NATO基地が壊滅されたと聞かされ、カブール空港に来る。アフガニスタン軍の輸送機に乗せてもらう。イギリスでは、5人の生徒たちが車で逃げる女性に乗せてもらい、ロンドンに来る。日本では、ミツキ、カイト、イクローが身分を偽ってJASAの施設に入り、電波望遠鏡でエイリアンの信号を解析する。 |               |                             |                                 |                                                          |                |
| 8 | 8             | "接触" "Contact"            | Amanda Marsalis                 | Andrew Baldwin & サイモン・キンバーグ & Gursimran Sandhu | 2021年11月25日 |
| イギリスでは、トレヴァンテはイギリスの基地に着くも帰国する飛行機便はない。疎遠な妻に電話し、留守番電話のメッセージで避難を知る。キャスパーの母は死んでいる。キャスパーは、侵略前に癲癇の発作中にエイリアンの到来を感じたとジャミラに打ち明ける。発作を持続させるために病院に向かう。酔いつぶれたトレヴァンテに出くわし、同行してもらう。ニューヨーク州では、アニーシャはデビッドとキスをする。医学部に入ったが医師ではないと告白する。ルークは、エイリアンに殺されて変貌した人間の死体を見る。日本では、ミツキは逮捕されるもハシモトが解放する。アメリカ軍の監視の下で、エイリアンとの唯一の通信チャンネルになっている「ほし-12」との通信を指揮させられる。言語の解読は進まず、ミツキはヒナタの動画を送信する。 |               |                             |                                 |                                                          |                |
| 9 | 9             | "満天の星" "Full of Stars"  | Jジェイコブ・ヴァーブリューゲン | Andrew Baldwin & サイモン・キンバーグ                    | 2021年12月3日  |
| 日本では、ミツキがヒナタと会話を交わすも、言語学者は呼吸の兆候が見られないヒナタの音声が合成だと判断する。ミツキはヒナタしか知らない事柄を聞き出す。米軍はヒナタの信号源の座標への核攻撃を計画する。イギリスでは、キャスパー、ジャミラ、トレヴァンテが病院に入る。医者にキャスパーの発作を誘発させる。キャスパーの脳は強力な信号を受け取り、エイリアンの目で映像を見る。エイリアンが病院に入り、キャスパーを狙う。3人は包囲されるも、キャスパーの命令でエイリアンは停止する。キャスパーは倒れる。ニューヨーク州では、ルークの見つけた奇妙な破片がエイリアンに対し致命的である可能性が認められて一家はペンタゴンに移送される。だが途中で武装民間人に襲撃され、一家は森の中に逃げ、アーメドは殺される。 |               |                             |                                 |                                                          |                |
| 10 | 10            | "始まりの日" "First Day"    | ジェイコブ・ヴァーブリューゲン  | Andrew Baldwin & サイモン・キンバーグ                    | 2021年12月10日 |
| アメリカの核攻撃の後、地上のエイリアンは死に絶えたように見え、世界中で人々が喜ぶ。日本では、ミツキが一人旅に出て、僧侶に会い寺に泊まる。イギリスでは、キャスパーの呼吸が止まる。キャスパーは夢でイクローにヒナタの方位磁石を渡される。アメリカでは、アニーシャと二人の子が森を彷徨い、見知らぬ家に泊まる。アニーシャはエイリアン撃退の知らせに安堵せず、危険に備えようとする。一家はアーメドの死を悼む。アメリカに帰国したトレヴァンテは疎遠だった妻に再会する。キャスパーの遺した絵に「星」という漢字を見つける。ブラジルで、墜落したエイリアンの巨大宇宙船の調査が行われる。 |               |                             |                                 |                                                          |                |

### シーズン2のエピソード
| 通算 話数 | シーズン 話数 | タイトル                                         | 監督                   | 脚本                             | 公開日         |
| --- | ------------- | ------------------------------------------------ | ---------------------- | -------------------------------- | -------------- |
| 11 | 1             | "何かが違う" "Something's Changed"               | Alik Sakharov          | サイモン・キンバーグ             | 2023年8月23日  |
| 侵略から4か月後、エイリアンたちは地上に残って人々を襲い、大気の30%はエイリアンの胞子で汚染されている。ベンヤ・マボテを議長とする世界防衛連合が結成されてエイリアンに対抗するが、ムーブメントという組織は連合に敵対する。自分のせいでヒナタの乗る母船が墜落したと嘆くミツキは、大阪でエイリアンと戦う。拉致されてブラジルに連れていかれ、富豪のニキル・カプールによる調査が壁に当たっている、墜落したエイリアンの宇宙船に入る。そこに入った科学者たちが無反応となったラボに入り、音楽をかけてエイリアンとコンタクトに成功する。カナダのブリティッシュ・コロンビア州では、アニーシャが子供たちと北へ逃げる。要注意人物として軍に捕まるも、先に逮捕されていたクラークとともにムーブメントに奪回される。ミツキがエイリアンとコンタクトした時、謎の破片が動きを見せ、ルークはハミングを聞く。同時に、意識を失っていたキャスパーの脳波に変化が出る。 |               |                                                  |                        |                                  |                |
| 12 | 2             | "亡霊を追う" "Chasing Ghosts"                    | Alik Sakharov          | Tatiana Suarez-Pico              | 2023年8月30日  |
| イギリスでは、母と暮らすジャミラはキャスパーがエイリアンの多くを止めたと考え、キャスパーを探しに行く。胞子汚染による禁止区域に入り、キャスパーがパリに移送されたと知る。同級生のダーウィン、アルフィー、モンティ、その妹のペニーとともにパリに向かう。マイアミでは、姉夫婦と住むトレヴァンテがキャスパーの描いた絵とそっくりの大穴の存在を知り、オクラホマに行って軍の施設に侵入する。エイリアンの胞子の成長した標本を見るも逮捕される。 |               |                                                  |                        |                                  |                |
| 13 | 3             | "花火" "Fireworks"                               | Alik Sakharov          | Aditi Brennan Kapil              | 2023年9月6日   |
| ブラジルでは、エイリアンの宇宙船が遭難信号を送信していることをミツキが発見する。心理学者のマヤに、自分がヒナタを殺したという罪悪感を打ち明ける。ミツキは遭難信号に乗せて母艦をハッキングする方法を見つけ、ニキルは母艦の出現に備えて世界防衛連合に核兵器部隊を準備させる。世界中で7隻の母艦が姿を現し、撃墜されて海に落ちる。オクラホマでは、保安官事務所の拘置牢に入れられたトレヴァンテが、事務員のローズの助けを得て、キャスパーの描いた絵と数字が大穴の付近で行方不明となった人々と一致することを知り、牢から出してもらう。 カナダではアニーシャと子供たちがムーブメントとともに移動する途中でエイリアンに遭遇する。母艦が墜落した瞬間、エイリアンたちは死ぬもサラは行方不明となる。 |               |                                                  |                        |                                  |                |
| 14 | 4             | "トンネル" "Tunnel"                              | ブラッド・アンダーソン | Dan Dietz                        | 2023年9月13日  |
| 世界防衛連合が母艦出現に備える頃、英仏海峡トンネルは封鎖されている。ジャミラら子供たちは徒歩でトンネルに侵入する。母艦墜落後、凶暴化したエイリアンたちが子供たちを襲う。キャスパーがジャミラの心に語りかける。子供たちは、トンネル出口が爆破される直前にフランスにたどり着く。ダーウィンは負傷して軍のもとに残されれ、モンティ、ジャミラ、アルフィー、ペニーがパリに向かう。パリの秘密施設では、昏睡状態のキャスパーを含む、エイリアンと何らかのつながりを持つ子供たちが研究されている。凶暴化したエイリアンが施設を襲い、キャスパーは取り残される。 |               |                                                  |                        |                                  |                |
| 15 | 5             | "向こう側からの声" "A Voice From the Other Side" | Alik Sakharov          | Donald Joh                       | 2023年9月20日  |
| 凶暴さを増し増殖する新型のエイリアン「ハンターキラー」が世界中で目撃される。ブラジルでは、ミツキだけがエイリアンの交信によるノイズ音を聞く。ミツキは磁場を乱してエイリアンに苦痛を与えてあぶり出す。エイリアンは少女の頃のヒナタの姿を取り、ミツキと会話する。さらにヒナタの声で語りかける。ミツキとエイリアンの接触が強制的に断たれる。カナダでは、サラが謎の破片目当てに防衛連合に誘拐されたと疑われる。ルークは「ワジョ」の音を聞く。アニーシャの嘘が暴露されるも、クラークがかばう。オクラホマでは、ローズが、キャスパーの絵に描かれた場所に見覚えを感じ、匿っていたトレヴァンテを最初に青年が行方不明となった場所に案内する。そばの家にいたマーティンは「ワジョ」と繰り返し、妻のリサが上に引き上げられ、そこにはビリーもいたとつぶやく。                                                                                                 |               |                                                  |                        |                                  |                |
| 16 | 6             | "弱点" "Pressure Points"                         | Brad Anderson          | Uzoamaka Maduka & Donald Joh     | 2023年9月27日  |
| カナダでは、サラを探しに軍のキャンプ・ピアスに向かうムーブメントの車列が、エイリアンに襲われる。ルークは繰り返し様々な声を聞き、エイリアンの心に入り一時的にコントロールする。パリでは4人の子供たちが、キャスパーが移送された病院に来る。エイリアンに襲撃された残骸の中で一人生き残ったキャスパーを見つける。ブラジルでは、ニキルがマヤの反対を押し切ってミツキを再びエイリアンと接触させる。ヘルメットを取ったミツキはヒナタの思い出を見せられるも、外部に合図をして磁場を強め接触を断たせる。接触によりエイリアンの言語のヒントをつかむ。 |               |                                                  |                        |                                  |                |
| 17 | 7             | "未知の世界へ" "Down the Rabbit Hole"            | Brad Anderson          | Dan Dietz                        | 2023年10月4日  |
| オクラホマでは、トレヴァンテとローズがキャスパーの絵からヒントを得て、人々が行方不明になった地点が螺旋を描くことに気づく。その中心にあるベン・シェルトンの農場に置かれた軍の基地に侵入する。トレヴァンテは移送されたサラを見かけ、巨大な穴に入る。フランスでは、キャスパーが、軍の実験材料となっていた、エイリアンと繋がる他の子供たちが鍵だと語る。友人たちは子供たちを探しに行くが、モンティはキャスパーに疑念を持つ。カナダでは、数を減らしたムーブメントの仲間たちが、サラを探しに危険を冒すことに疑念を抱く。アニーシャは仲間たちを説得してキャンプ・ピアスに侵入して守備兵を制圧するも、サラは既にオクラホマに移送されている。 |               |                                                  |                        |                                  |                |
| 18 | 8             | "宇宙の穴" "Cosmic Ocean"                        | クラウディア・リョサ   | Aditi Brennan Kapil              | 2023年10月11日 |
| ブラジルでは、無反応となった科学者たちが実はエイリアンとコミュニケートしていることに、ミツキが気付く。エイリアンとの戦いを急ぐニキルはミツキの健康状態を心配するマヤを解雇する。マヤは防護スーツを故障させて、ミツキとエイリアンの接触を遅らせる。ニキルが一人でラボに入って接触を図ると、世界中で巨大地震が起きる。ミツキはスーツ無しでラボに入ってエイリアンに接触し、巨大地震が収まる。オクラホマでは、巨大な穴に入って逮捕されたトレヴァンテが、行方不明となっていた人々を軍の施設内で見かける。巨大地震が起きる中、ローズも牧場に侵入する。フランスでは、キャスパーと友人たちが、子供たちの収用された施設に入る。キャスパーと子供たちは、エイリアンと繋がった時に見た景色の絵を描く。巨大地震が起き、キャスパー以外の子供たちは「ワジョ」と叫んで苦しむ。ジャミラとモンティはキャスパーがエイリアンの味方ではないかと疑う。               |               |                                                  |                        |                                  |                |
| 19 | 9             | "突破口" "Breakthrough"                          | Mathias Herndl         | Tatiana Suarez-Pico              | 2023年10月18日 |
| ブラジルでは、ミツキがエイリアンの集合体の意識と繋がり、その中でキャスパーに会う。 オクラホマの基地に、アニーシャ、ルークを含むムーブメントがサラを探して侵入する。アニーシャは拘置されていたトレヴァンテとローズを解放し、サラと再会するも軍に拘束される。トレヴァンテとローズは、行方不明となっていた人々を意識喪失の状態で見つける。フランスでは、キャスパーとモンティがジャミラをめぐって言い争う。子供たちの描いた絵の足りない部分を埋めるため、キャスパーは再びエイリアンと繋がり、中でミツキと会う。 |               |                                                  |                        |                                  |                |
| 20 | 10            | "旧友、新開地" "Old Friends, New Frontiers"      | Mathias Herndl         | サイモン・キンバーグ & Dan Dietz | 2023年10月25日 |
| 世界防衛連合はオクラホマ、ブラジル、フランスをリモートで繋ぎ作戦計画を立てる。エイリアンがオクラホマのポータルを守ろうと襲撃するが、ルークやフランスの子供たちが協力して押しとどめる。キャスパーはフランスから交信により集合体に入る。ブラジルのミツキは更新によりオクラホマのポータルを開くも安定せず、侵入しようとした兵士たちは失敗する。ミツキは自分の心を犠牲にしてポータルを安定させ、トレヴァンテが破片を持って入り、母船の中でキャスパーに再会する。 |               |                                                  |                        |                                  |                |